# Puplin
A puplin (más, német eredetű írásmóddal: popelin) szövet vászonkötésben készül, azonos finomságú lánc- és vetülékfonalakból, de a vetülékfonal-sűrűség legalább kétszerese a láncsűrűségnek, ami a szövetnek keresztirányú bordázott jelleget ad. Hasonló hatást eredményez, ha a vetülékfonalak jóval vastagabbak, mint a láncfonalak. Készítik az előzőekkel ellentétben úgy is, hogy a láncfonalak vastagabbak vagy sűrűbb elhelyezkedésűek, mint a vetülékfonalak – ez hosszirányú bordászottságot eredményez.
A puplin anyaga legtöbbször mercerezett pamut, vagy selyem, bár készítik gyapjúból és ezek szintetikus szálasanyagokkal (poliamid, poliészter) készült keverékeiből is.
A szövet elnevezése a papelaine francia szóból származik. Avignonban kezdték gyártani selyem- és gyapjúfonalakból (a francia laine gyapjút jelent) a 15. században, ahol akkor a pápa rezidenciája volt.
A pamut- és selyempuplin elegáns ruházati cikkek (pl. ingek, blúzok, pizsamák, női ruhák, sportruhák) népszerű anyaga, a gyapjúpuplin főleg bútorhuzatok és dekorációs szövetek célját szolgálja.